# Shinya Inoué (Zellbiologe)
Shinya Inoué (japanisch 井上 信也, Inoue Shin’ya; * 5. Januar 1921 in London; † 30. September 2019 in East Falmouth, Massachusetts) war ein japanisch-US-amerikanischer Zellbiologe und Mikroskopeur. Sein wissenschaftlicher Schwerpunkt lag in der Mikroskopie lebender Zellen.

## Leben
Inoué war der Sohn eines japanischen Diplomaten. Er erwarb 1944 einen Bachelor in Zoologie an der Universität Tokio und 1951 einen Ph.D. in Biologie an der Princeton University in Princeton, New Jersey. Erste Lehrtätigkeiten übte er an der University of Washington in Seattle, Washington aus, bevor er 1953 eine Professur an der Tokyo Metropolitan University erhielt. 1954 wechselte er an die University of Rochester in Rochester, New York, bevor er 1959 eine Professur für Zytologie an der Dartmouth Medical School in Hanover, New Hampshire übernahm. Von 1966 bis 1982 war er Professor für Biologie an der University of Pennsylvania in Philadelphia, Pennsylvania. Seit 1979 war Inoué am Marine Biological Laboratory, Woods Hole, Massachusetts, tätig.
Inoué war mit Sylvia McCandless Inoué verheiratet, das Paar hatte fünf Kinder.

## Wirken
Inoué und seine Mitarbeiter haben zahlreiche lichtmikroskopische Methoden entwickelt, verbessert oder theoretisch untermauert, darunter die Zentrifugen-Polarisations-Mikroskopie (centrifuge polarizing microscope), hochgradig auslöschende optische und Video-Polarisationsmikroskopie (high-extinction polarization optical and video microscopy) und digitale Bildverarbeitungs-Techniken wie die dynamische Stereoskopie. Sein über Jahrzehnte verbessertes Polarisationsmikroskop hat als „Shinya-scope“ in Wissenschaftler-Kreisen weite Verbreitung gefunden.
1951 konnte er mithilfe seines selbst gebauten Polarisationsmikroskops die Existenz eines Spindelapparats in allen sich teilenden Zellen nachweisen. Durch seine Mikroskopie lebender Zellen konnte er zeigen, dass der Spindelapparat ein dynamischer Bestandteil der Zellen ist, der in der Lage ist, Chromosomen zu bewegen.

## Auszeichnungen
- 1970/1971 Guggenheim-Stipendium[3]
- 1971 Mitgliedschaft in der American Academy of Arts and Sciences
- 1988 Rosenstiel Award[4]
- 1992 E. B. Wilson Medal
- 1993 Mitgliedschaft in der National Academy of Sciences
- 2003 Internationaler Preis für Biologie[5]
- 2010 Orden des Heiligen Schatzes[6]

## Schriften
- Collected Works of Shinya Inoue: Microscopes, Living Cells and Dynamic Molecules. World Scientific Pub Co 2008 ISBN 978-981-270-388-0
- Video Microscopy: The Fundamentals. Springer Netherlands 1997 ISBN 978-0-306-45531-5